# Lobe den Herrn, meine Seele BWV 69a
Lobe den Herrn, meine Seele (in tedesco, "Loda in Signore, anima mia") BWV 69a è una cantata di Johann Sebastian Bach.

## Storia
La cantata Lobe den Herrn, meine Seele venne composta da Bach a Lipsia nel 1723 e fu eseguita per la prima volta il 15 agosto dello stesso anno in occasione della XII domenica dopo la Trinità. Successivamente venne replicata il 31 agosto 1727. Il libretto è tratto dal salmo 103 per il primo movimento, da testi di Samuel Rodigast per il sesto, e da autore anonimo per i rimanenti.
Il tema musicale è tratto dall'inno Was Gott tut, das ist wohlgetan di Severus Gastorius e Werner Fabricius del 1674. La cantata venne in seguito arrangiata per creare, nel 1748, la Lobe den Herrn, meine Seele BWV 69.

## Struttura
La cantata è composta per soprano solista, contralto solista, tenore solista, basso solista, coro, tromba I, II e III, timpani, fagotto, oboe I, II e III, oboe d'amore, violino I e II, viola e basso continuo ed è suddivisa in sei movimenti:
1. Coro: Lobe den Herrn, meine Seele, per tutti.
2. Recitativo: Ach, dass ich tausend Zungen hätte, per soprano, fagotto e continuo.
3. Aria: Meine Seele, per tenore, flauto, oboe, fagotto e continuo.
4. Recitativo: Gedenk ich nur zurück, per contralto, fagotto e continuo.
5. Aria: Mein Erlöser und Erhalter, per basso, oboe d'amore, fagotto, archi e continuo.
6. Corale: Was Gott tut, das ist wohlgetan, per tutti.